# Yichun Lindu Airport
Yichun Lindu Airport (kinesiska: 伊春林都机场) är en flygplats i Kina. Den ligger i provinsen Heilongjiang, i den nordöstra delen av landet, omkring 290 kilometer nordost om provinshuvudstaden Harbin.
Runt Yichun Lindu Airport är det ganska glesbefolkat, med 40 invånare per kvadratkilometer. Närmaste större samhälle är Yichun, 11,2 km väster om Yichun Lindu Airport. Omgivningarna runt Yichun Lindu Airport är en mosaik av jordbruksmark och naturlig växtlighet.
Genomsnittlig årsnederbörd är 1 034 millimeter. Den regnigaste månaden är juli, med i genomsnitt 240 mm nederbörd, och den torraste är januari, med 10 mm nederbörd.